# Phelipanche nikitae
Phelipanche nikitae är en snyltrotsväxtart som beskrevs av é.S. Teryokhin. Phelipanche nikitae ingår i släktet Phelipanche och familjen snyltrotsväxter. Inga underarter finns listade i Catalogue of Life.